# Філіпп Еміль Франсуа Жіль
Філіпп Жіль (фр. Philippe Gille; повне ім'я Філіпп Еміль Франсуа Жіль; 10 грудня 1831, Париж — 19 березня 1901, там само) — французький публіцист і драматург.

## Біографія
У молодості займався скульптурою. 1861 року став секретарем «Театр Лірик». Писав в газетах і журналах Le Petit Journal, L'Écho de Paris, «Ле Солей», L'Histoire, з 1869 року писав у «Фігаро», де під псевдонімом «Залізна маска» (Le Masque de fer) вів театральну хроніку. Активно виступав як літературний критик зі статтями про нові книги Віктора Гюго, Анатоля Франса, П'єра Лоті, Ернеста Ренана й інших видатних французьких письменників (зібрані в п'ять збірок під загальною назвою «Літературна боротьба» (фр. La bataille littéraire; 1889—1893). 1899 року був обраний членом Академії вишуканих мистецтв.
Жіль найбільш відомий як лібретист двох знаменитих опер: «Лакме» Лео Деліба (1883, у співавторстві з Едмоном Гондіне) і «Манон» Жуля Массне (1884, у співавторстві з Анрі Мельяком).
На лібрето Жіля написані також кілька інших опер Деліба, в тому числі «Жан де Нівель» (1880) і залишилася незавершеною «Кассія» (1893), ряд оперет Жака Оффенбаха — «Вечірній вітер» (фр. Vent du soir; 1857), «Жанна плаче, Жан сміється» (фр. Jeanne qui pleure et Jean qui rit; 1864), «Пастушки» (фр. Les bergers; 1865), «Доктор Окс» (фр. Le docteur Ox; 1877) й інші, — оперета Робера Планкета «Ріп Ван Вінкль» (1884) і т. д.
Жіль також виступив співавтором Ежена Лабіша у водевілі «30 мільйонів Гладіатора» (фр. Les 30 millions de Gladiator; 1875) й Анрі Мельяка в комедії «Чоловік для Бабетти» (фр. Le mari à Babette; 1881), випустив книгу віршів «Гербарій» (фр. L’herbier; 1887), яка дозволила критику Полю Жіністі помітити, що, всупереч назві, «у поетичних квітів цього чарівного збірника свіжий колір і живі фарби тільки що зібраного врожаю».

## Особисте життя
Був одружений з донькою композитора Віктора Массе.